# Green Island, Skottland
Green Island är en obebodd ö i Enard Bay i Highland, Skottland. Ön är belägen 1,5 km från Inverpolly Lodge.